# Renault NC 1 bzw. NC 27
Der Renault NC 1 bzw. NC 27 waren französische leichte Panzer, die zwischen dem Ersten und Zweiten Weltkrieg entwickelt wurden.

## Hintergrund
Das französische Heer verfügte nach dem Ende des Ersten Weltkriegs über 4000 Kampfpanzer. Damit besaß es mit Abstand den größten Bestand in der Welt. Da der Renault FT den Hauptbestandteil darstellte, wurden in der Folgezeit Versuche unternommen, dieses Fahrzeug zu modernisieren.

## Geschichte
Im Jahr 1923 erhielt Louis Renault den Auftrag für zwei neue Prototypen: Ausgehend vom FT-17 sollte ein verbessertes Modell geschaffen werden. Die Firmenbezeichnung dieser Fahrzeuge war „NC“. Wie auch beim FT war die Bezeichnung eine interne Werksbezeichnung der Firma Renault. Es wurde ein völlig neues Fahrwerk und ein stärkerer Motor eingeplant. Der erste Prototyp, der fertig wurde, erhielt die Kennung „NC 1“. Er hatte ein Fahrwerk mit 12 Laufrollen und drei großen vertikalen Schraubenfedern auf beiden Seiten. Dies ermöglichte eine maximale Geschwindigkeit von 18,5 km/h, was ihn im Jahr 1926 zum schnellsten bis dahin gebauten Panzer machte.
Der zweite Prototyp, der im Dezember 1925 fertig wurde, wurde als NC 2 bezeichnet. Dieser hatte ein angepasstes Kégresse-Blattfederlaufwerk und einen 62-PS-Motor. Das Fahrzeug wurde auch als Renault Modèle 24/25 bezeichnet, da Renault es entsprechend der Anforderungen der französische Kavallerie im „Plan 1924“ entwickelt hatte. Doch die Entwurfslinie wurde nicht weitergeführt.
Wie auch beim Renault FT Kégresse war dieses Projekt in erster Linie darauf ausgerichtet, die in großer Zahl vorhandenen Fahrzeuge zu modernisieren. Im Jahr 1926 wurde erkenntlich, dass das Char de Bataille-Projekt, aus dem später der Char B1 hervorging, zu einem erheblich schwereren Panzer führen würde als ursprünglich angenommen. Es würde unmöglich sein, von diesen Modellen ausreichende Stückzahlen zu bestellen. Deshalb wurde eine neue Spezifikation für die Industrie erstellt, der Plan 1926 für Infanterie-Panzer. Der „Char léger d'accompagnement d'infanterie“ sollte der künftige Begleitpanzer der Infanterie werden. Renault versuchte natürlich umgehend seinen NC 1 zu platzieren, der inzwischen auch Renault Modèle 26/27 genannt wurde.
Angesichts der geringen Absatzchancen in Europa bemühte sich Renault auch um Verkäufe in andere Länder.
In der heutigen Zeit werden die verschiedenen Fahrzeuge gerne unter der Bezeichnung NC 27 zusammengefasst, auch wenn diese Bezeichnung unpräzise ist und in jener Zeit auch nicht so praktiziert wurde.

## Einsatz in Schweden – Stridsvagn fm/28

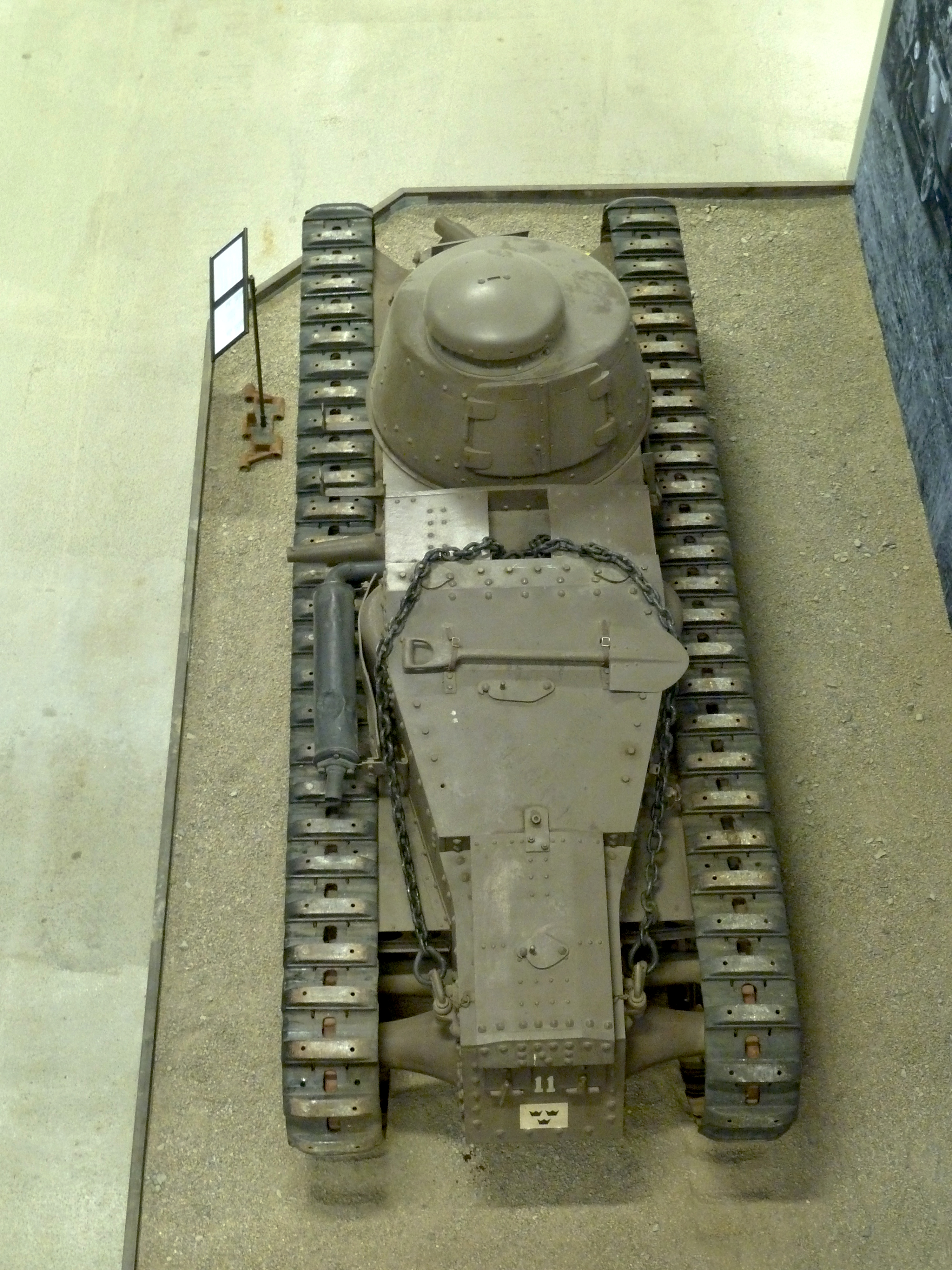
Stridsvagn fm/28

Ein Renault NC 27 wurde im Jahre 1928 als Ersatz für einen vorher vorhandenen Renault FT von Schweden gekauft und dort als Stridsvagn fm/28 bezeichnet. Er wurde bis zum Ende der 1930er-Jahre eingesetzt, in den letzten Jahren unbewaffnet als Fahrschulpanzer bei der Göta Livgarde. Der Panzer ist erhalten und stellt damit das einzige weltweit noch vorhandene Fahrzeug dieser Bauserie dar.

## Einsatz in Japan
Im Jahre 1929 wurden zehn Panzer an Japan geliefert. Sie erhielten die Bezeichnung Renault Otsu-gata Sensha (jap. ルノー乙型戦車) für „Renault-Panzer Modell B“, wobei „Modell A“ (Kō-gata) den Renault FT meint. Zum Einsatz kamen sie zuerst 1931 im Rahmen der Ersten Mobilen Brigade während verschiedener Einsätze in der Mandschurei und im Nordosten Chinas sowie 1932 während des Ersten Shanghai-Zwischenfalls. Dabei waren die Fahrzeuge jeweils zur Hälfte mit der  Sogekiho 37-mm-Infanteriegeschützen und zur anderen Hälfte mit dem Typ Taishō 3 6,5-mm-Schweren Maschinengewehren bewaffnet. Während der Einsätze ergaben sich größere Probleme mit den Laufwerken, was in größerem Ausmaß zu Ausfällen und längeren Werkstattzeiten führte. Verbesserungen an den Aufhängungen der Federung führte nicht zu einer Besserung. Daher wurden die vorhandenen Fahrzeuge ab Ende 1932 nach und nach ersetzt und ausgemustert.

## Einsatz in Griechenland
Anfang der 1930er Jahre wurde ein Prototyp an Griechenland verkauft.

## Einsatz in Polen
Auch Polen erwarb 24 Exemplare dieses Typs. Diese erhielten eine stärkere Panzerung von 25-mm an den Seiten, wodurch das Gewicht auf 9,5 t anstieg.